# Evil Angel Productions
Evil Angel Productions ist eine US-amerikanische Pornoproduktionsfirma mit Sitz in Kalifornien. Sie wurde 1989 durch den Pornodarsteller John Stagliano ins Leben gerufen und produziert überwiegend Low-Budget-Gonzo-Pornos.
Dabei arbeitet Evil Angel mit bekannten europäischen Regisseuren und Darstellern wie etwa Christoph Clark, Rocco Siffredi, Manuel Ferrara, Nacho Vidal und der amerikanischen Pornodarstellerin und Regisseurin Belladonna, den amerikanischen Regisseuren Joey Silvera, John Leslie und Jonni Darkko sowie dem brasilianischen Regisseur Stanlay Miranda zusammen. Im Gegensatz zu den meisten anderen Labels beteiligt Evil Angel seine Regisseure am durch die Distribution ihrer Filme erzielten Gewinn. Dadurch würden, so der Firmeninhaber, die Produzenten angespornt, stets das bestmögliche Produkt abzuliefern. Kennzeichnend für alle Evil-Angel-Produktionen ist die Fixierung auf Analverkehr.
Von Zeit zu Zeit veröffentlicht John Stagliano auch unter eigenem Namen Produktionen auf seinem Label, die sich durch ein oftmals wesentlich höheres Budget auszeichnen. Eine seiner wohl bekanntesten Produktionen ist der Fetisch-Film The Fashionistas. Dieser wird mittlerweile auch in Form eines Musicals in Las Vegas aufgeführt.
Bekannte Filmreihen von Evil Angel waren Flesh Hunter und Ass Worship, bevor Jules Jordan den Vertrieb für diese mit seiner eigenen Gesellschaft übernahm.

## Auszeichnungen
AVN Award
- sieben Auszeichnungen 2005 Best Gonzo Release, Best Vignette Release, Best Anal Themed Series, Best All Girl Feature, Best Interracial Release, Best Sex Scene in a Foreign-Shot Production, Best Marketing Website
- AVN 2009 Best Online Marketing Campaign/Company Image

XBIZ Award
- XBIZ 2008 Studio Of The Year[1]
- XBIZ 2014 Studio Of The Year[1]

Erotic Lounge Award
- 2011: Erotic Lounge Jury Award: Bester Gonzo Film[2]